# ジャスティス岩倉
ジャスティス岩倉（ジャスティスいわくら、1982年5月11日 - ）は、日本のピン芸人。自称"力業師"。実業家。俳優としての芸名は岩倉 健伸（いわくら　けんしん）。
群馬県出身。ジャスティスプロジェクト・有限会社布施辰徳事務所所属。

## 概要
元陸上自衛隊狙撃手。
フライパン曲げ、筋トレ昔話や人力で軽自動車解体という持ちネタがある。一分間フライパン曲げ、世界タイ記録保持者。あと数ミリで世界記録更新。
退官後は即応予備自衛官として登録されていたが、2011年3月、東北地方太平洋沖地震被災者支援のため初めて出動命令を受けた。
日々のウエイトトレーニングを欠かさず行っている。ベンチプレスは、200キロを挙げる。
俳優の高倉健を尊敬し、正義を貫く事を目指している為、ジャスティスという芸名にした。
学生時代はサッカーをしており、元サッカー日本代表の青木剛とは小学生時代の選抜チーム、前橋フットボールクラブ（前橋FC）ジュニアユース、前橋育英高校サッカー部でチームメイトだった。
また、テレビ東京『日経スペシャル カンブリア宮殿』に農業革命で出演した実業家、株式会社ファームドゥ、代表取締役岩井雅之社長は叔父にあたる。

## 出演

### テレビドラマ
- 再婚一直線!（TBS） - ガタイ男役
- デカワンコ（日本テレビ） - 組織犯罪対策課員役
- 桜蘭高校ホスト部 第10話（2011年9月23日、TBS） - レスリング部主将
- 龍馬伝（NHK） - 薩摩藩指南役
- 特命係長 只野仁 ファイナル（テレビ朝日） - ハルク役
- 大東京トイボックス （テレビ東京） - ピザマッチョ役
- ドクターX〜外科医・大門未知子〜（テレビ朝日） - マッチョ男役
- ドS刑事（日本テレビ） - マッチョ男役
- 初森ベマーズ（テレビ東京）第2話 - ジェイ役
- 仮面ライダーゴースト（テレビ朝日）43話・44話（2016年8月7日・8月21日） - ジャスティス役
- ミストレス～女たちの秘密～2019年６月（NHK)6話‐チーフトレーナー役

### その他のテレビ番組
- IJP イジュウインパーク（TOKYO MX） - レギュラー
- 伊集院光のばらえてぃーばんぐみ（東名阪ネット6） - レギュラー
- ご自慢ライブ おしあげNOW（TOKYO MX） - 準レギュラー
- 遠藤淳（テレビ東京）
- 行列のできる法律相談所（日本テレビ）
- 人生が変わる1分間の深イイ話（日本テレビ）
- ほこ×たて（フジテレビ）
- 地球特捜隊ダイバスター（フジテレビ）
- ダウンタウンのガキの使いやあらへんで!!大晦日年越しスペシャル 絶対に笑ってはいけない警察24時!!（日本テレビ）
- 99プラス（日本テレビ）
- 芸人報道（日本テレビ）
- なるほど!ハイスクール（日本テレビ）
- もてもてナインティナイン（TBS）

### 映画
- トリック劇場版 ラストステージ（2014年1月11日、東宝）
- 進撃の巨人（2015年）巨人役
- TOO YOUNG TO DIE! 若くして死ぬ（2016年6月25日）緑鬼役
- 映画「リングサイドストーリー」（2017年11月）ブロンドジョンソン役
- 妖怪大戦争 ガーディアンズ（2021年8月13日、東宝 / KADOKAWA） - 怪筋鬼 役
- 日本統一外伝 山崎組 ジョウジと愉快な仲間たち (2023)蛇狩の一員
- 織田同志会 織田征仁第三章 (2020) 金狼会筋肉バカ

### CM
- 日清食品「カレーメシ」
- 2015年「キーパーコーティング」
- 2017年「ソフトバンクCM Super Student編」
- 2017年「星のドラゴンクエスト」配達員役
- 2017年「Yahoo!・いい買い物の日くじ」マッチョ役

### イベント
- 2016年 リオデジャネイロオリンピック閉会式「東京紹介動画」ウエイトリフティング選手役

### 役職
- 一般社団 日本お助け隊 広報隊長 2012年11月25日就任
- ニンテンドー3DS 大合奏!バンドブラザーズP PR隊長 2014年9月15日就任
- 蜂蜜製品業 ビーケー株式会社 広報部長に2014年1月10日就任、2015年5月8日事業停止
- 江崎グリコ パワープロダクション 特命スタッフ 2014年5月10日就任
- パーソナルトレーニングジムBIP 2017年9月1日最高顧問に就任